# Жуковское городское поселение
Жу́ковское городское поселение — упразднённое муниципальное образование в центральной части Жуковского района Брянской области. Административный центр — город Жуковка.
Образовано в результате проведения муниципальной реформы в 2005 году, путём объединения территорий дореформенного Жуковского горсовета и частей Гришинослободского и Троснянского сельсоветов.
С 7 августа 2020 года упразднено в результате преобразования Жуковского района в муниципальный округ.

## Население
| 2009    | 2010    | 2011    | 2012    | 2013    | 2014    | 2015    |
| ------- | ------- | ------- | ------- | ------- | ------- | ------- |
| 18 398  | ↗19 298 | ↘19 239 | ↘18 935 | ↘18 630 | ↘18 370 | ↘18 130 |
| 2016    | 2017    | 2018    | 2019    | 2020    |         |         |
| ↘18 011 | ↘17 917 | ↘17 833 | ↘17 601 | ↘17 388 |         |         |

## Населённые пункты
| № | Населённый пункт | Тип     | Население |
| - | ---------------- | ------- | --------- |
| 1 | Глинки           | деревня | ↘53       |
| 2 | Жуковка          | город   | ↗17 628   |
| 3 | Латыши           | посёлок | ↘431      |
| 4 | Мосток           | деревня | ↗210      |
| 5 | Новые Месковичи  | деревня | ↗104      |
| 6 | Орловка          | деревня | ↗52       |
| 7 | Сидоровка        | деревня | ↘81       |
| 8 | Старые Месковичи | деревня | ↘70       |